# Trådnervmossa
Trådnervmossa (Atractylocarpus alpinus) är en bladmossart som beskrevs av Lindberg 1886. Enligt Catalogue of Life ingår Trådnervmossa i släktet trådnervmossor och familjen Dicranaceae, men enligt Dyntaxa är tillhörigheten istället släktet trådnervmossor och familjen Leucobryaceae. Arten har ej påträffats i Sverige. Inga underarter finns listade i Catalogue of Life.